# 콜모고로프-아르놀트-모저 정리
해밀턴 역학에서 콜모고로프-아르놀트-모저 정리(Колмогоров-Арнольд-Moser定理, 영어: Kolmogorov–Arnold–Moser theorem, 약자 KAM)는 적분가능계에 충분히 작은 섭동항을 추가하였을 때, 거의 모든 준주기적 해들이 살아남는다는 정리이다.

## 정의
{\displaystyle 2n}차원 심플렉틱 다양체 {\displaystyle (M,\omega )} 위의 적분가능계의 작용-각도 변수가 {\displaystyle (I^{i},\theta _{i})}라고 하자 ({\displaystyle I^{i}\in \mathbb {R} }, {\displaystyle \theta _{i}\in \mathbb {R} /2\pi \mathbb {Z} }). 즉, 해밀토니언 함수 {\displaystyle H_{0}(I)}는 작용 변수에만 의존하고, 각도 변수에 의존하지 않는다. 이 계의 운동 방정식은
{\displaystyle {\dot {I}}^{i}=0}
{\displaystyle {\dot {\theta }}_{i}=\omega _{ij}I^{j}}
이며, 따라서 {\displaystyle I^{i}}들은 운동 상수이며, 계의 {\displaystyle \theta _{i}}에 대한 주기는 {\displaystyle 1/(2\pi \omega _{ij}I^{j})}이다.  만약 {\displaystyle I^{i}}들의 비가 유리수라면 이는 해밀턴 방정식의 주기적 해를 이루며, 무리수라면 이는 해밀턴 방정식의 준주기적(영어: quasiperiodic) 해를 이룬다.
각 {\displaystyle (I^{1},\dots ,I^{n})}에 대응하는 {\displaystyle n}차원 원환면을 불변 원환면(영어: invariant torus)이라고 한다.
이제, 해밀토니언 함수에 미세한 적분 불가능 섭동을 주자.
{\displaystyle H(I,\theta )=H_{0}(I)+V(I,\theta )}
그렇다면, 만약 {\displaystyle V}가 충분히 작다면 불변 원환면들이 그대로 유지되는지 물을 수 있다. 콜모고로프-아르놀트-모저 정리는 이 문제에 대한 해답을 제공한다.
구체적으로, 임의의 벡터 {\displaystyle \mathbf {v} \in \mathbb {R} ^{n}}에 대하여 다음 조건을 만족시키는 상수 {\displaystyle a,b>0}가 존재한다면, {\displaystyle v}가 디오판토스 벡터(영어: Diophantine vector)라고 하자.
{\displaystyle \forall \mathbf {u} \in \mathbb {Z} ^{n}\setminus \{0\}\colon |\mathbf {u} \cdot \mathbf {v} |\geq a\left(|u_{1}|+\cdots +|u_{n}|\right)^{-b}}
르베그 측도에 대하여 거의 모든 벡터가 디오판토스 벡터임을 보일 수 있다.
콜모고로프-아르놀트-모저 정리에 따르면, 만약 임의의 {\displaystyle (I^{0},\dots ,I^{n})\in \mathbb {R} ^{n}}에 대하여
- {\displaystyle \omega _{ij}I^{j}}가 디오판토스 벡터이며,
- 헤세 행렬 {\displaystyle \partial ^{2}H_{0}/\partial I^{i}\partial I^{j}}이 가역 행렬이라면,

충분히 작은 {\displaystyle V}에 대하여, 섭동된 해밀토니언 {\displaystyle H=H_{0}+V}에 대하여 주기가 {\displaystyle \omega _{ij}I^{j}}인 준주기적 해가 존재한다. (만약 {\displaystyle H_{0}}에 대한 해가 주기적이더라도, {\displaystyle H}에 대한 해는 일반적으로 준주기적이다.)
여기서 "충분히 작은 {\displaystyle V}에 대하여"는 구체적으로 다음과 같은 뜻이다.
{\displaystyle V\colon \mathbb {R} ^{n}\times \mathbb {R} ^{n}\to \mathbb {R} }
{\displaystyle V\colon (I^{i},\theta _{i})\mapsto V(I,\theta )}
가 {\displaystyle \{(I^{1},\dots ,I^{n})\}\times \mathbb {R} ^{n}}의 복소수 닫힌 근방
{\displaystyle \{(I^{1},\dots ,I^{n})\}\times \mathbb {R} ^{n}\subset U\subset {\bar {U}}\subset \mathbb {C} ^{n}\times \mathbb {C} ^{n}}
으로 해석적 연속될 수 있다고 하고,
{\displaystyle \|V\|=\sup _{x\in {\bar {U}}}|V(x)|}
라고 할 때, {\displaystyle \|V\|<\epsilon (a,b)}이라면 {\displaystyle (a,b)}-디오판토스 벡터에 대하여 준주기적인 해가 존재하게 되는 양의 실수 {\displaystyle \epsilon (a,b)\in \mathbb {R} ^{+}}이 존재한다.  (이 실수는 디오판토스 벡터의 정의에서의 상수 {\displaystyle (a,b)}에 의존한다.)

## 역사
안드레이 콜모고로프 · 블라디미르 아르놀트 · 위르겐 모저 가 증명하였다.

## 같이 보기
- 에르고딕 이론